# Landwehrkanal

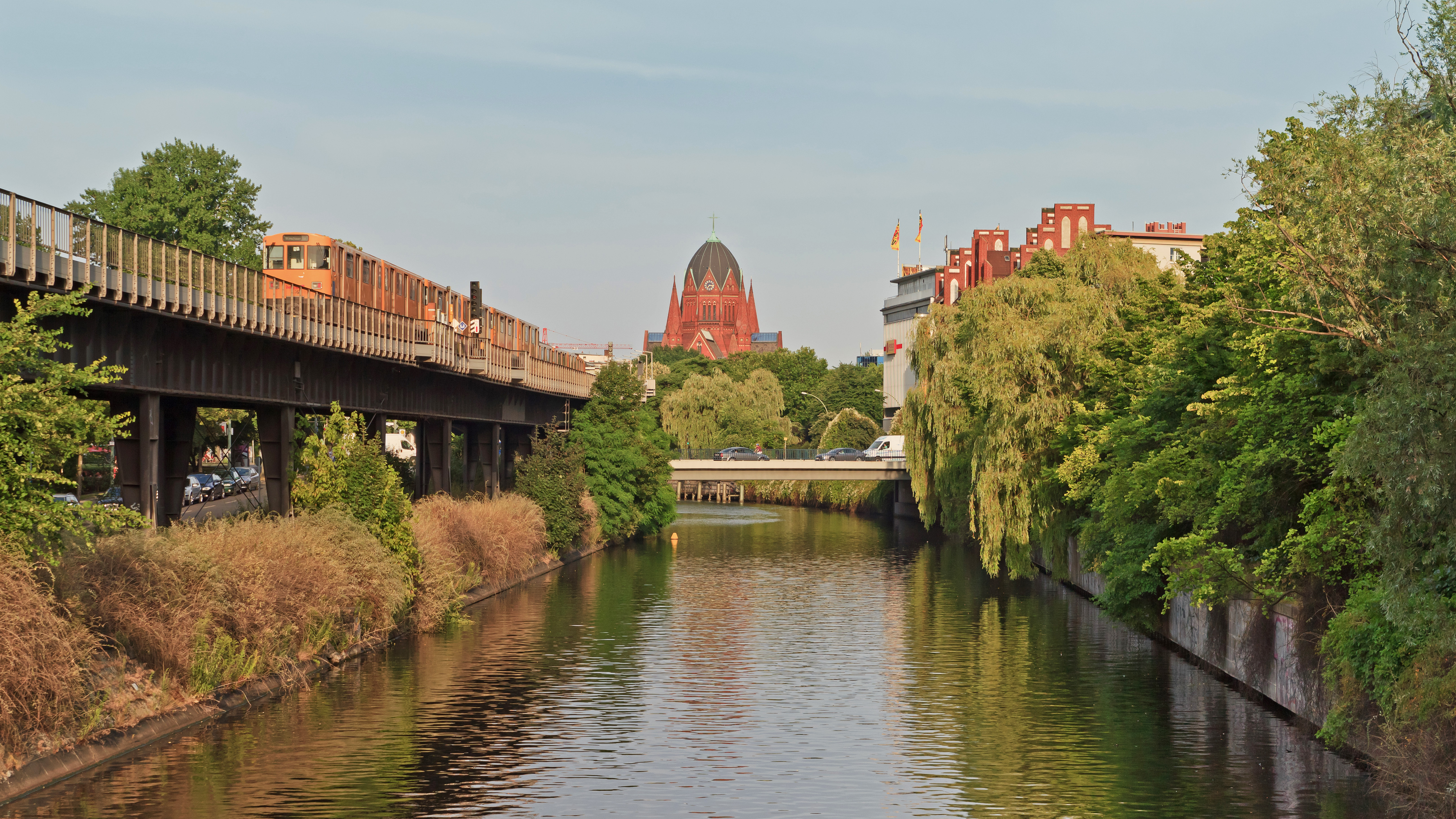
Le Landwehrkanal dans le quartier de Kreuzberg.

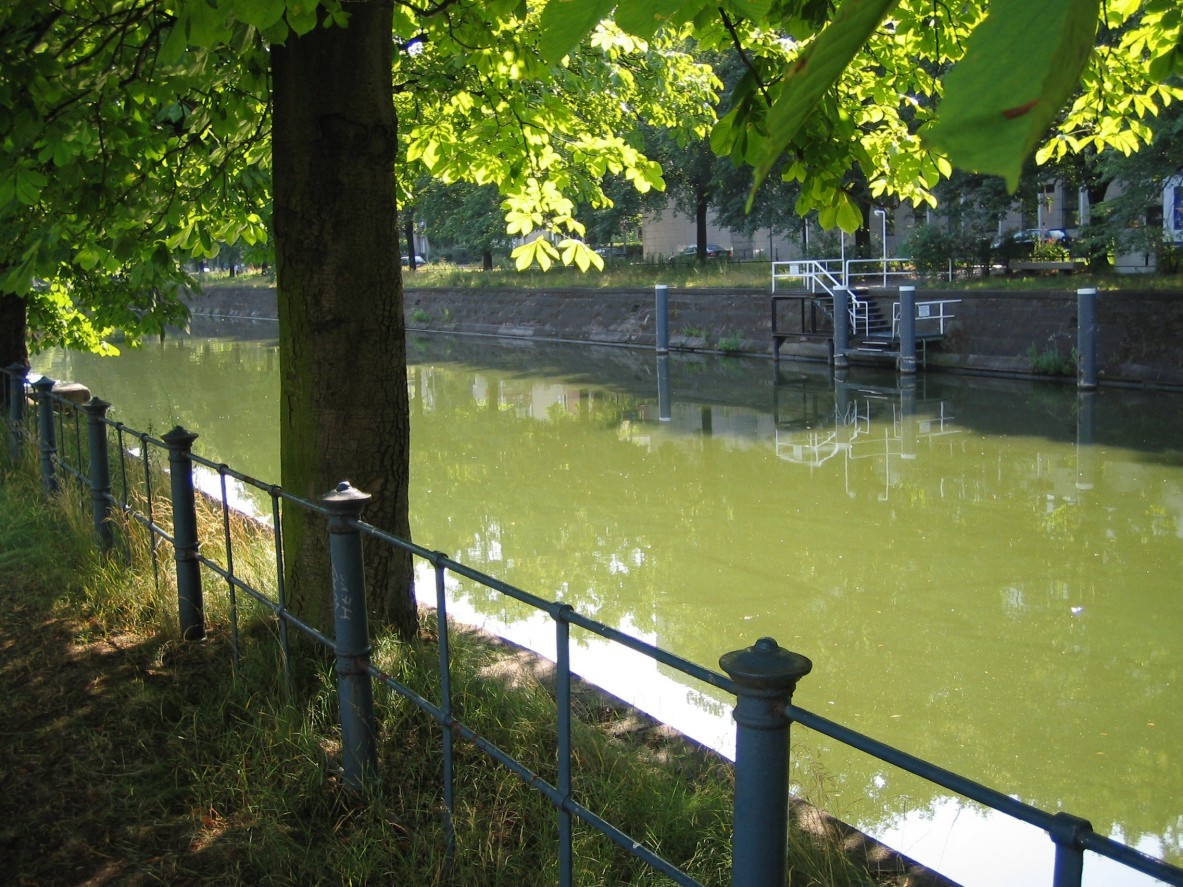
Le Landwehrkanal près de Lützowplatz.

Le Landwehrkanal [ˈlantveːɐ̯kaˈnal] est un canal situé à Berlin en Allemagne qui fait office de bras secondaire de la Sprée.

## Origine du nom
Dans le glossaire militaire allemand du bas Moyen Âge, un Landwehr ou Landhege désigne une ligne fortifiée ou différents obstacles comme un fossé ou un talus qui sont construits à l'extérieur d'un mur d'enceinte pour ralentir la progression de l'ennemi. Il s'agit même parfois de fortifications temporaires sur un champ de bataille, d'où le nom Landwehr, littéralement « défense en campagne ». Avant la construction du Mur de douane et d'accise au XVIIe siècle, il existait déjà des fortifications sur un fossé de drainage et d'assainissement qui s'étendait de la porte de Halle à la porte de Silésie (de), le Landwehrgraben.
Ce canal de drainage avait pour but de drainer les zones marécageuses du sud de Berlin pour en évacuer l'eau dans le Sprée. Ce canal est ensuite transformé en 1705 pour devenir navigable afin d'amener des troncs au parc à bois royal de la porte de Halle. C'est le début du Landwehrkanal.

## Histoire
Creusé entre 1845 et 1850 hors la ville, il passe par les quartiers de Treptow, Kreuzberg, Neukölln, Tiergarten et Charlottenburg aujourd'hui.

## Description
Long de 10,74 km, large de 22 m et profond de 2 m, le Landwehrkanal est utilisé presque uniquement par les bateaux du tourisme fluvial et les bateaux de plaisance. Il a donc perdu sa fonction originelle de servir comme canal de contournement de la Sprée au centre-ville de Berlin, qui à l'époque a été encombrée massivement de nombreuses péniches. Il y a deux écluses sur le canal, nommées Unterschleuse (« écluse aval ») et Oberschleuse (« écluse amont »), pour tenir le niveau d'eau constant et en indépendance de celui de la Sprée. Pour des raisons de sécurité des berges, le canal a été mis à sens unique en 2007 pour les bateaux motorisés, ainsi obligés d'entrer dans le canal à l’Oberschleuse et de sortir du canal à la Unterschleuse (une deuxième sortie existe aussi vers le canal de Teltow).

## Ponts sur le landwehrkanal
| - 1. Obere Freiarchenbrücke (pont de la libre écluse amont (de)) - 2. Schlesische Brücke (pont de Silésie (de)) - 3. Ernst-Heilemann-Steg (passerelle Ernst-Heilemann) - 4. Treptower Brücke (pont de Treptow (de)) - 5. Görlitzer Brücke (pont de Görlitz) - 6. Thielenbrücke (pont Thielen (de)) - 7. Hobrechtbrücke (pont Hobrecht) - 8. Kottbusser Brücke (pont de Cottbus) - 9. Admiralbrücke (pont amiral (de)) - 10. Baerwaldbrücke (pont de la forêt de l'ours (de)) - 11. Waterloobrücke (pont de Waterloo) - 12. Zossenerbrücke (pont de Zossen) - 13. Hallesche-Tor-Brücke (pont de la porte de Halle (de)) - 14. Mehringbrücke (pont Mehring) - 15. Großbeerenbrücke (pont de Großbeeren) - 16. Hochbahnübergang (passage du métro aérien) - 17. Möckernbrücke (pont de Möckern (de)) - 18. Anhalter Steg (passerelle d'Anhalt (de)) | - 19. Hochbahnbrücke U1/U15 (pont du métro aérien U1/U15) - 20. Schöneberger Brücke (pont de Schöneberg) - 21. Köthener Brücke (pont de Köthen (de)) - 22. Hochbahnbrücke U2 (pont du métro aérien U2) - 23. George-Marshall-Brücke (pont George Marshall) - 24. Potsdamer Brücke (pont de Potsdam (de)) - 25. Bendlerbrücke (pont Bendler) - 26. Hiroshimasteg (passerelle d'Hiroshima (de)) - 27. Herculesbrücke (pont Hercule (de)) - 28. Corneliusbrücke (pont Cornelius (de)) - 29. Lichtensteinbrücke (pont du Lichtenstein (de)) - 30. Untere Freiarchenbrücke (pont de la libre écluse aval) - 31. Südliche Fußgängerbrücke (pont piétonnier méridional) - 32. Eisenbahnbrücke an der Unterschleuse (pont ferroviaire sur l'écluse inférieure) - 33. Fußgängerbrücke Unterschleuse (pont piétonnier de l'écluse inférieure) - 34. Charlottenburger Brücke (pont de Charlottenbourg (de)) - 35. Marchbrücke (pont de Morava) - 36. Dovebrücke (pont Dove (de)) |